# Ларионовское сельское поселение (Ленинградская область)
Ларио́новское се́льское поселе́ние — муниципальное образование в составе Приозерского района Ленинградской области. Административный центр — посёлок Ларионово.

## География
Поселение находится в северо-восточной части района.
По территории поселения проходят автомобильные дороги:
- А121 «Сортавала» (Санкт-Петербург — Сортавала — автомобильная дорога Р-21 «Кола»)
- 41К-012 (Санкт-Петербург — Запорожское — Приозерск)
- 41К-154 (Торфяное — Заостровье)
- 41К-185 (Комсомольское — Приозерск)
- 41К-259 (Коммунары — Малая Горка)

Расстояние от административного центра поселения до районного центра — 6 км.

## История
Первые известные территориальные образования, включающие территории Ларионовского сельского поселения, известны с 1500 года, когда была составлена «Переписная окладная книга Водской пятины». В селении Рауту или Реутово (теперь — Сосново) находился центр Васильевского Ровдужского погоста Корельского уезда Новгородской феодальной республики, в городе Кореле (ныне — Приозерск) — центр Городенского Воскресенского погоста; к этим погостам и относились тогда земли современного Ларионовского сельского поселения. Из-за близости границы территория погоста часто подвергалась разорению, а в 1583 году по условиям Плюсского перемирия отошла к Швеции, оставаясь под её владычеством более ста лет с незначительными перерывами.
По Ништадтскому миру бывшие новгородские погосты возвращаются в состав России, но его прежнее население — православные карелы и ижоры, в основном уже покинули край вследствие притеснений, а на освободившиеся земли были переселены финноязычные лютеране из губерний шведской части Карелии.
Земли сельского поселения в разных качествах пребывали в составе Выборгской губернии до 1940 года, когда после Зимней войны согласно Московскому договору бо́льшая часть Выборгской губернии была передана СССР, финское население эвакуировано, а вновь образованный Раутовский район был заселён переселенцами из внутренних областей СССР.
В ходе Советско-финской «войны-продолжения», в 1941 году в деревни поселения вернулись прежние жители, но в 1944 году они вновь покинули свои дома, на этот раз навсегда.
24 ноября 1944 года Норсиокский сельсовет вместе с другими сельсоветами Кексгольмского района передан из Карело-Финской ССР в Ленинградскую область. 1 октября 1948 года сельсовет был переименован в Ларионовский.
В начале 1970-х в состав Ларионовского сельсовета вошла территория упразднённого Кротовского сельсовета.
18 января 1994 года постановлением главы администрации Ленинградской области № 10 «Об изменениях административно-территориального устройства районов Ленинградской области» Ларионовский сельсовет, так же, как и все другие сельсоветы области, преобразован в Ларионовскую волость.
1 января 2006 года в соответствии с областным законом № 50-оз от 1 сентября 2004 года «Об установлении границ и наделении соответствующим статусом муниципального образования Приозерский муниципальный район и муниципальных образований в его составе» было образовано Ларионовское сельское поселение, в состав которого вошла территория бывшей Ларионовской волости, за исключением 3 населённых пунктов, переданных в состав Приозерского городского поселения.

## Символика
Герб — в лазоревом поле три пониженные серебряные ели, сопровождаемые вверху летящим влево серебряным соколом. Внесён в Государственный геральдический регистр Российской Федерации — № 3255.
Флаг — прямоугольное полотнище с отношением ширины к длине 2:3, воспроизводящее композицию герба в голубом и белом цветах. Внесён в Государственный геральдический регистр Российской Федерации — № 3256.

## Население
| 2006  | 2010  | 2011  | 2012  | 2013  | 2014  | 2015  |
| ----- | ----- | ----- | ----- | ----- | ----- | ----- |
| 3300  | ↘3173 | ↗3184 | ↘3176 | ↘3170 | ↘3076 | ↘3001 |
| 2016  | 2017  | 2018  | 2019  | 2020  | 2021  | 2023  |
| ↘2894 | ↘2846 | ↘2799 | ↘2743 | ↘2681 | ↘2649 | ↘2625 |
| 2024  | 2025  |       |       |       |       |       |
| ↗2662 | ↘2644 |       |       |       |       |       |

## Состав
В состав поселения входят 12 населённых пунктов:
| №  | Населённый пункт | Тип населённого пункта          | Население    |
| -- | ---------------- | ------------------------------- | ------------ |
| 1  | Беличье          | посёлок                         | ↗18 (2017)   |
| 2  | Бойцово          | посёлок                         | ↗5 (2017)    |
| 3  | Заостровье       | посёлок                         | ↗27 (2017)   |
| 4  | Коммунары        | посёлок                         | ↘969 (2017)  |
| 5  | Кротово          | посёлок                         | ↘77 (2017)   |
| 6  | Ларионово        | посёлок, административный центр | ↗595 (2017)  |
| 7  | Марьино          | посёлок                         | →10 (2017)   |
| 8  | Моторное         | посёлок                         | ↘276 (2017)  |
| 9  | Починок          | посёлок                         | ↗1136 (2017) |
| 10 | Синёво           | посёлок                         | ↘89 (2017)   |
| 11 | Судаково         | посёлок                         | ↗56 (2017)   |
| 12 | Яркое            | посёлок                         | ↗26 (2017)   |

## Экономика
Основными видами деятельности на территории поселения являются: деревообработка, сельское хозяйство, торговля, активно начал развиваться туризм. Действует более 40 объектов сферы услуг.
Наиболее значимыми являются: ЗАО «Приозерский лесокомбинат» (заготовка древесины и производство пиломатериалов), СЗАО «Судаково» (производство молока и мяса), Приозерский филиал ООО «Северная  пушнина» (выращивание пушных зверьков: норка, песец).
На территории поселения расположен Приозерский лесхоз-филиал ЛОГУ «Ленобллесхоз», имеющий в своем составе 9 лесничеств и в ведении которого находятся леса на площади 159 400 га, расчетная лесосека по главному пользованию – 195,1 тыс. м3. Породный состав: 50 % — сосна, 20 % — ель, 20 % — берёза, 10 % — осина, ольха серая и ольха чёрная. Вся расчётная лесосека Приозерского лесхоза передана в долгосрочную аренду.